# Алекс Фрідман
Александр ("Алекс") Фрідман (івр. אלכס פרידמן 5 квітня 1988; Пінськ, Союз Радянських Соціалістичних Республік) – активіст і політик, що народився в Білорусі і є громадянином Ізраїлю. Він є ізраїльським сценаристом і одним з ініціаторів боротьби за прирівнювання допомоги по інвалідності до мінімальна заробітна плата. Крім того, він є засновником і президентом організації "Інвалід, не напівлюди". Він також працює консультантом в офісах уряду та політики Ізраїлю і є лектором з питань лідерства, особистої і соціальної самореалізації.

## Життєпис
Фрідман народився і виріс у Пінську в Радянському Союзі. У 1990 році, коли йому було два роки, він іммігрував до Ізраїлю разом із сім'єю. В дитинстві у нього були медичні проблеми, а в 1996 році йому діагностували м'язову дистрофію типу 2 (СМА), яка з роками призвела до майже повного паралічу його тіла. У 2000 році, через подальше погіршення його медичного стану, він змушений був залишити звичайну освіту і почав отримувати уроки вдома. В ті роки, будучи прикутий до ліжка, він почав вивчати сценарну майстерність. У 2011 році, після публікації двох своїх творів, його запросили працювати на канал "Віва", де він створив блог-новела "Остання пастка".
Він також був активістом у соціальних мережах і став відомим ім'ям.

## Cоціальна активність
У 2015 році Фрідман дізнався, що жінка з інвалідністю намагалася вчинити самогубство через економічні труднощі, і розпочав кампанію під гаслом: "Інвалід, не напівлюди" за підвищення допомоги по інвалідності в Ізраїлі, яка була однією з найнижчих у країнах ОЕСР. Фрідман організував мітинг на площі Рабіна за участю десятків артистів. У грудні 2015 року депутат Ілан Гілон виніс на голосування законопроєкт про допомогу по інвалідності на рівні мінімальної зарплати, але пропозиція була відхилена різницею в один голос. У 2016 році законопроєкт було схвалено попереднім голосуванням.